# Domus de Janas

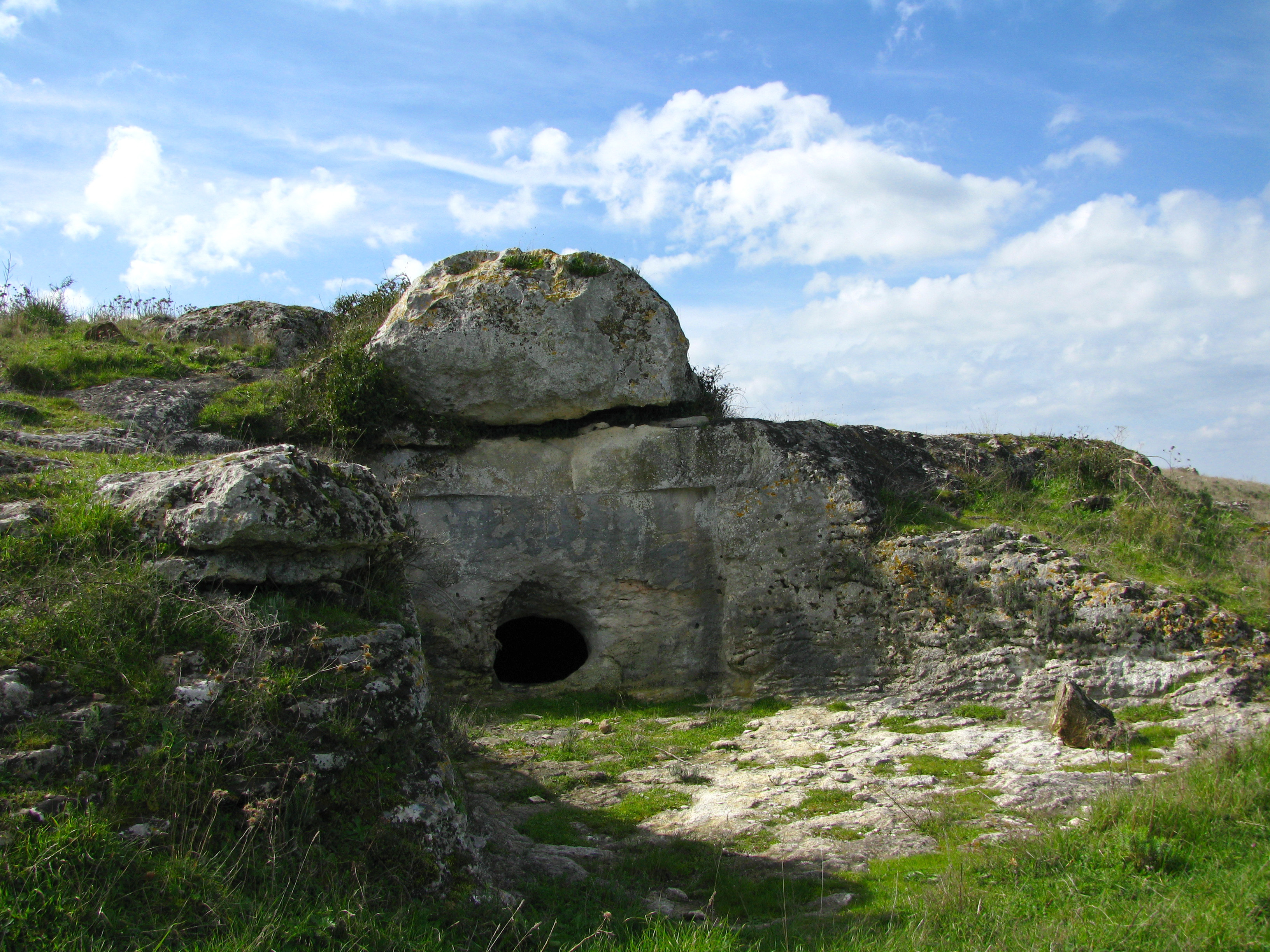
Domus Sa Figu, Ittiri

Domus de Janas (deutsch Häuser der Feen), auch als Necropoli ipogeica bezeichnet, heißt eine Gattung der Felsengräber auf Sardinien, die der Ozieri-Kultur zugerechnet werden. Die Domus de Janas in einigen Gebieten der Insel sind auch als Forrus, Forreddus, Concheddas oder Gruttas bekannt. Es gibt auf der Insel weit mehr als 1000 davon, die in Gruppen zumeist von fünf bis 40 zusammenliegen. 
Hauptverbreitungsgebiet ist der Westen der Provinz Sassari, deren Osten (die Gallura) nahezu völlig leer ist, während die drei anderen Provinzen deutlich weniger Anlagen aufzuweisen haben.

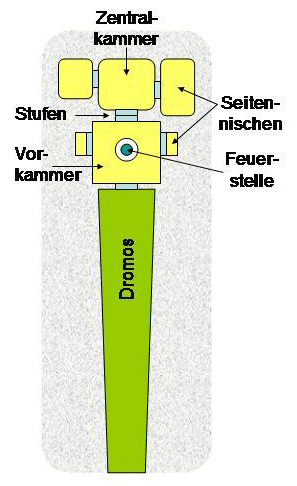
Sas Concas, die Anlage Nuova Ovest im Grundplan

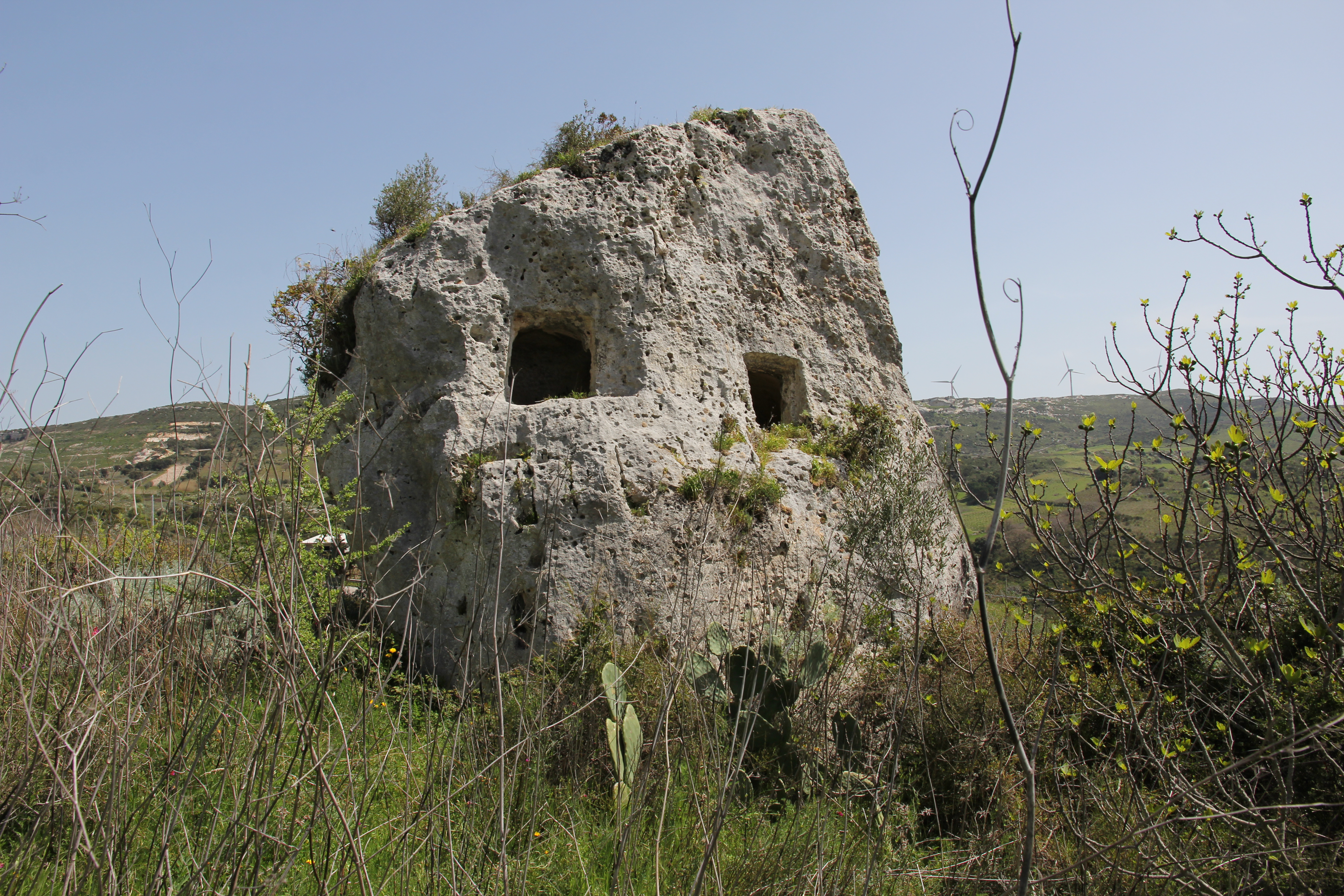
Domus de janas von Paesanu bei Ossi

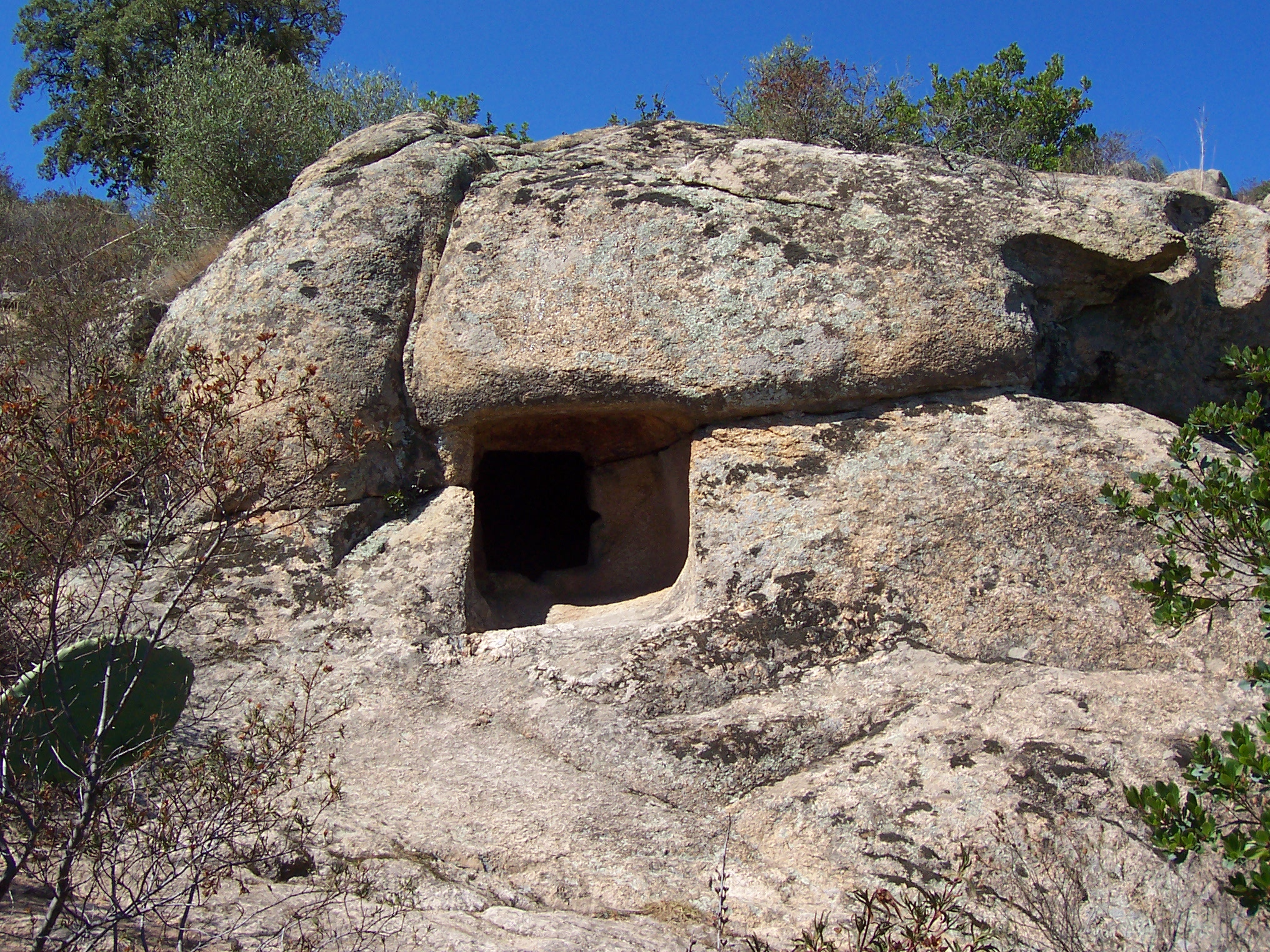
Eine Domus aus der Nekropole von Lotzorai

## Gestaltung
Die älteste Form sind kleine, etwa einen Kubikmeter große würfelförmige Kammern mit leicht gebauchten Wänden und allseits gerundeten Ecken, die in senkrechten Felsbereichen liegen. Sie wurden mit einer Platte verschlossen, die oftmals in einem regelrechten Rahmen lag. Sie sind unverziert und wenig spektakulär. Später wurden regelrechte Felsenwohnungen errichtet, bzw. durch Erweiterung geschaffen. Die mit „Stierhörnern“ zum Teil reich verzierten Anlagen wurden bis zum Beginn der Nuraghenkultur genutzt. Einige sind mit langen Dromoi in die Flanken von Hügeln gearbeitet  (Filigosa in Macomer) und haben bis zu 21 Seitenzellen (Nekropole von S’Adde e Asile) oder Nischen. Eine vermutlich originale und seit der Erstbelegung ungestörte Anlage bei Iglesias Provinz Carbonia-Iglesias barg 35 Schädel, die separiert auf den übrigen Knochen lagen.
Domus de Janas mit einer architektonischen Fassade (italienisch Domus a prospetto architettonico – auch bekannt als in den Felsen gegrabene Gigantengräber) sind eine aus etwa 90 Anlagen bestehende Grabtypologie, die im Nordwesten Sardiniens und in der Region Goceano konzentriert ist. Sie sind entweder neu erbaut oder aus älteren Domus de Janas umgebaut, wobei eine in den Fels gegrabene Zentralstele, wie sie für Gigantengräber typisch ist, hinzugefügt wurde. Am oberen Rand der Stele befinden sich im Allgemeinen drei Löcher, in die kleine Baityloi eingesetzt wurden. Zu den bekanntesten zählen Campu Luntanu, Molafa, Mesu ’e Montes, Sa Figu S’Iscia ’e Sas Piras und Sos Furrighesos.
Eine andere Variante der Domus de Janas sind senkrechte mastabaartig in den Untergrund gearbeitete Schächte mit eiförmigen Kammern, wie sie auf der Sinis-Halbinsel bei Cuccuru S’Arriu vorkommen und als Backofengräber bezeichnet werden.